# Szopienice-Burowiec
Szopienice-Burowiec (tiếng Đức: Schoppinitz-Burowietz) là một quận của Katowice, có diện tích 8,47 km 2 và năm 2007 có 17.139 cư dân.
Khu vực của một quận bao gồm hai khu định cư quan trọng trong lịch sử: Rozdzień và Szopienice.